# Башкирская лошадь
Башки́рская поро́да лошадей — порода лошадей, сформированная в 17–18 веках в горных и степных районах Башкортостана.

## Описание
Происходит от местных пород степного и лесного типа, формировалась в условиях резко континентального климата при круглогодичном пастбищном содержании. Голова с прямым профилем, широким лбом. Шея толстая, короткая, холка низкая, спина широкая, прямая, круп умеренно спущенный. Промеры жеребцов в сантиметрах: высота в холке 142—145, косая длина туловища 147—150, обхват груди 170—175, обхват пясти 18,5-19,5, живой вес 450—470 кг; кобыл соответственно: 138—142, 143—147, 167—172, 18-19, 400—420.

## История
Башкирская лошадь была широко распространена в XVII—XVIII веках. Разводилась в Уфимской и Оренбургской губерниях, встречалась в Пермской, Казанской и Самарской губерниях, на почтовых трактах Западной Сибири. Широко известны были башкирские тройки, на которых без отдыха и кормления в пути можно было за 8 часов преодолеть 120—140 километров.
Башкирские лошади принадлежат народу оседлому, который если и кочует, так на недалекие расстояния. Соответственно этому и лошадь приближается более к сельскохозяйственной, чем к верховой. Она не так суха, с более развитым костяком, круп у неё малопокатый, но ноги также крепкие и сильные, с прочным копытом. Очень вынослива, характером флегматичная. В прошлом число башкирских лошадей составляло около 600 тысяч голов.
Пётр Иванович Рычков в своей книге «Топография Оренбургская» (стр. 292) писал, что башкирская лошадь в России издавна считается крепкой породой лошадей, а также отмечал иноходь, резвость и скорость породы. Их стоимость была 30 — 50 рублей. По его словам, немало башкир держали 300—400 лошадей.
Рычков писал, что башкиры как зимой, так и летом содержали табуны в степи, и что как бы ни глубок был снег, башкирская лошадь привыкла разгребать (тебенить) снег и питаться подснежною травой. Для тех же лошадей, что использовались зимой для езды, заготавливалось сено.
Племенная работа с породой «башкирская» проводилась в Башкирском НИИ сельского хозяйства под руководством профессора Ивана Андреевича Сайгина.
В 2023 году 7 августа Радий Хабиров сообщил о патенте бренда «Башкирская лошадь». По его словам, такое название может быть использованно только для лошадей, находящихся на территории Башкортостана.

## Использование в войнах
Лошадь использовалась при формировании башкирских войск во время Отечественной войны 1812 года и Великой Отечественной войны.
Такие качества башкирской породы, как смелость и решительность, напористость и легкость в управлении, доверчивость всаднику, а также способность продолжительное время передвигаться резвым галопом и резвой рысью, позволяли всаднику эффективно вести прицельный огонь из лука и рубить саблей, что и было отмечено во время Отечественной войны 1812 года.
Также башкирская лошадь использовалась при формировании 112-й Башкирской кавалерийской дивизии.

## Символизм
Во многих башкирских народных сказаниях уделено особое внимание лошади.
В башкирской мифологии Толпар — это сказочный крылатый конь, рождённый в пучине вод или у истоков океана. В это имя заложены смысловые понятия порыв, вал, шквал, буря, вдохновение, окрыление, возвышение.
Акбузат — крылатый конь небесный, играет важную роль в башкирских эпосах «Урал-батыр» и «Акбузат».
В башкирских народных сказаниях «Хромой буланый» (Аҡһаҡ ҡола), «Вороной иноходец» (Ҡара юрға), «Пять жеребцов» (Бишҡолон), «Кузыйкурпас и Маянхылыу» (Ҡуҙыйкүрпәс менән Маянһылыу), «Алпамыша» лошадь — верный товарищ башкирского батыра.

## Прочее
В Башкортостане обсуждалась инициатива законодательного запрета на вывоз лошадей башкирской породы.

## Галерея
|                  |                        |                                        |  |  |
| У Шихана Торатау | В Абзелиловском районе | Картина Александра Осипович Орловского |  |  |